# Jesse Norman
Alexander Jesse Norman (nació en Londres, el 23 de junio de 1962) es un político conservador británico que se desempeñó como Secretario Financiero del Tesoro de 2019 a 2021 y ministro de la Corona. Ha sido diputado (MP) por Hereford y South Herefordshire desde 2010.

## Biografía

### Primeros años y educación
Norman es hijo de Sir Torquil Norman y Lady Elizabeth Montagu (hija de Victor Montagu, el décimo conde de Sandwich), nieto paterno del Air Commodore Sir Nigel Norman, el segundo baronet OBE, y bisnieto de Sir Henry Norman, el primero baronet. Por lo tanto, él y sus hijos son el resto de la baronet normanda.
Norman se educó en Eton College y Merton College, Oxford, y se graduó con un Segundo en Estudios clásicos.

### Carrera
Antes de entrar en política, Dr. Norman fue director de Barclays y más tarde se unió a la universidad de Londres como profesor para recibir el grado de Ph.D. Antes de eso, dirigió una organización benéfica educativa en Europa del Este inmediatamente después de la era comunista. A pesar de su pasado poco convencional, Bruce Anderson, ex editor político de The Spectator, identificó a Norman en enero de 2013 como un futuro líder potencial del Partido Conservador. Norman fue elegido por primera vez como diputado conservador de Hereford y South Herefordshire en las elecciones generales de 2010, después de haber sido seleccionado como candidato de su partido en la elección primaria de diciembre de 2006.
También es administrador del Roundhouse en Londres, que fue fundada por su padre, Sir Torquil Norman.

## Familia
En 1992 se casó con la Hon. Kate Bingham, hija de Thomas Henry Bingham, barón Bingham de Cornhill, KG, el ex Lord Presidente del Tribunal Superior de Justicia de Inglaterra y Gales. Tienen dos hijos y una hija.